# Justinas Ramanauskas
Justinas Ramanauskas (Kaunas, 21 settembre 2000) è un cestista lituano.

## Carriera

### Nazionale
Con la nazionale Under-19 lituana ha partecipato al Mondiale di categoria del 2019, concluso al quarto posto finale.